# إدموند دوغان
إدموند دوغان (بالإنجليزية: Edmund Duggan)‏ هو كاتب مسرحي أسترالي، ولد في 1862 في Lismore, County Waterford ‏ في جمهورية أيرلندا، وتوفي في 2 أغسطس 1938.

## وصلات خارجية
- إدموند دوغان على موقع IMDb (الإنجليزية)